# Burg Ottersberg
Die Burg Ottersberg ist eine spätmittelalterliche Burg in der Gemeinde Ottersberg im niedersächsischen Landkreis Verden, die vom Erzbistum Bremen gegründet wurde.

## Geschichte
Der Bremer Erzbischof Giselbert von Brunkhorst errichtete um 1305 die Burg Ottersberg an einem strategisch wichtigen Übergang über die Wümme. Die Burg lag militärisch günstig auf einer Insel zwischen zwei Flussarmen. Die Burg gehört zu einer Reihe von Baumaßnahmen, die der Erzbischof im Rahmen der Territorialisierung seines Herrschaftsgebiets durchführen ließ.
Vor 1320 gelangte die Burg vorübergehend in die Gewalt der dort dienenden Burgmannen, vermutlich unter Heinrich IV. von Borch. Die Dauer der Okkupation ist nicht bekannt. Erzbischof Albert II. verpfändete die Burg vermutlich 1366 an Johann XII. Clüver. Der 1396 eingesetzte Bremer Erzbischof Otto II. versuchte vergebens, mit Waffengewalt die Burg zurückzuerlangen, fügte ihr aber dabei erheblichen Schaden zu. Ab 1440 waren Burg und Vogtei bis zur Aufhebung des Erzstifts Bremen 1648 sehr häufig verpfändet, unter anderem an das Bremer Domkapitel sowie die Familien Clüver und von Mandelsloh. Seit dem Ende des 16. Jahrhunderts wurde die Burg zur Festung ausgebaut. Ab 1720 wurde der Festungswall wieder abgetragen. Im Siebenjährigen Krieg wurde die Festungsanlage teilweise wiederhergestellt, aber im Verlauf des Krieges stark beschädigt. Daraufhin ließ der Herzog von Braunschweig die Befestigung schleifen. Ab 1808 wurde der Graben zugeschüttet. 1946 pachtete die Freie Rudolf-Steiner-Schule das Gelände von der Erbengemeinschaft Clüver und kaufte es 1963 schließlich.

## Burg Boberg
Von Teilen der Forschung wird aufgrund von Keramikfunden des 13./14. Jahrhunderts angenommen, dass die bisher nur aus den Schriftquellen überlieferte Burg Boberg am Ort der Burg Ottersberg lag. Von dieser durch den Edelherren Friedrich von Boberg um oder kurz vor 1180 errichteten Burg ist der Standort nicht bekannt. Sie war Gegenstand eines Rechtsstreits zwischen dem Bremer Erzbischof Gerhard II. und dem Bischof Iso von Verden im Jahr 1226. Aus den dazugehörigen Akten geht hervor, dass die Burg bald nach ihrer Errichtung zerstört und wieder aufgebaut wurde. Die historische Forschung vermutet die Gründe in den Wirren nach dem Tod des Bremer Erzbischofs Hartwig II. im Jahr 1207, dessen Gefolgsmann Friedrich von Boberg war. Verbunden mit dem Wiederaufbau sei der Namenswechsel von Burg Boberg zu Burg Ottersberg gewesen. Zwischen 1207 und 1210 kam die Burg in den Besitz des Verdener Bischofs Iso, der sie seinem Bruder übertrug, dem Grafen Bernhard II. von Wölpe. Nach dessen Tod 1221 eroberte Erzbischof Gerhard II. die Burg. Obwohl dessen Rechtsstreit mit dem Verdener Bischof zugunsten Isos ausging, blieb die Burg in der Gewalt Gerhards. 1235 wurde sie von dem Braunschweiger Herzog Otto I. während der Belagerung Bremens erobert. Im Jahr darauf kam es zwischen Herzog und Erzbischof zum Vergleich, in dessen Folge Ottersberg geschleift und ihr Wiederaufbau verboten wurde.

## Beschreibung
Die Gestalt der mittelalterlichen Burg ist unbekannt. Sie ist vollständig durch die Festung und spätere Bebauung überprägt. Die sternförmige Festungsschanze ist obertägig etwa zur Hälfte erhalten. Die Höhe des Walls beträgt noch 1,50–1,80 m. Der Graben ist noch auf drei Seiten vorhanden und nimmt eine Fläche von etwa 250 × 250 m ein. Die Ostseite ist mit einem Parkplatz überbaut. Nördlich vorgelagert sind noch die Reste eines aus den Schriftquellen bekannten Vorwerks zu erkennen.